# Gianni Oberto Tarena
Gianni Oberto Tarena (Brosso, 9 settembre 1902 – Ivrea, 12 gennaio 1980) è stato un avvocato e politico italiano.

## Biografia
Avvocato, incominciò la sua carriera nell'Azione Cattolica, percorrendo tutte le tappe della sua organizzazione, ma per la politica dovette attendere di ritornare dall'internamento in Germania; l'8 settembre 1943 era ad Ivrea quale difensore di un processo, con un'autorizzazione data sulla parola dal colonnello comandante la piazzaforte di Asti. Volle rientrare perché appunto aveva dato la sua parola di uomo e di ufficiale. Alle elezioni amministrative del 1951 fu eletto nelle lista della Democrazia Cristiana ad Ivrea e divenne capogruppo e tale rimase per 25 anni. Contemporaneamente era stato eletto consigliere provinciale per la provincia di Torino.
Dal 1957 fu anche presidente del Parco del Gran Paradiso, presidenza che mantenne sino al giorno della morte; fu tra i promotori del Salone della Montagna. Dal 1965 al 1970 fu presidente della provincia di Torino, incarico che lasciò per entrare a far parte del Consiglio regionale da poco istituito e fu eletto per varie volte fino a diventare presidente del Giunta dal 1973 al 1975.

## Onorificenze
OBERTO TARENA Giovanni 02/06/1970 Cavaliere di Gran Croce Ordine al Merito della Repubblica Italiana
OBERTO TARENA Giovanni 02/06/1966 Medaglia d'oro ai benemeriti della scuola della cultura e dell'arte
OBERTO TARENA Giovanni 02/06/1957 Grande Ufficiale Ordine al Merito della Repubblica Italiana
 Medaglia d'oro per i benemeriti della cultura